# うしろの正面だあれ (テレビドラマ)
うしろの正面だあれ（うしろのしょうめんだあれ）1969年10月5日から同年12月28日までTBSの日曜21時台で放送されていたテレビドラマ。カラー作品。30分番組。

## 概要
犬山家は30平方センチメートル（9.8坪）、部屋が二つの小さな家に留吉、スミ子の両親に9人の子供がひしめく大家庭。動物園のベテラン飼育員だった留吉が定年を迎え、代わってスミ子が務めに行くことになり、そのスミ子に代わって留吉が9人の子供の世話から家事一切に至るまで引き受けることになり、珍事、変事が続出する。そんな犬山家の日常、周りの模様をユーモラスに描いた。

## キャスト
- 犬山留吉：犬塚弘
- 犬山スミ子：春川ますみ
- 長女：和田アキ子
- 夏八木勲
- 中村春美
- 小松政夫、他

## スタッフ
- 脚本：田村孟、加恵雅子
- 演出：中川晴之助、新津左兵
- 音楽：冬木透